# 宽叶千斤拔
宽叶千斤拔（学名：Flemingia latifolia）为豆科千斤拔属下的一个种。

## 扩展阅读
- 維基物種上的相關：宽叶千斤拔